# فهرست دره‌های افغانستان

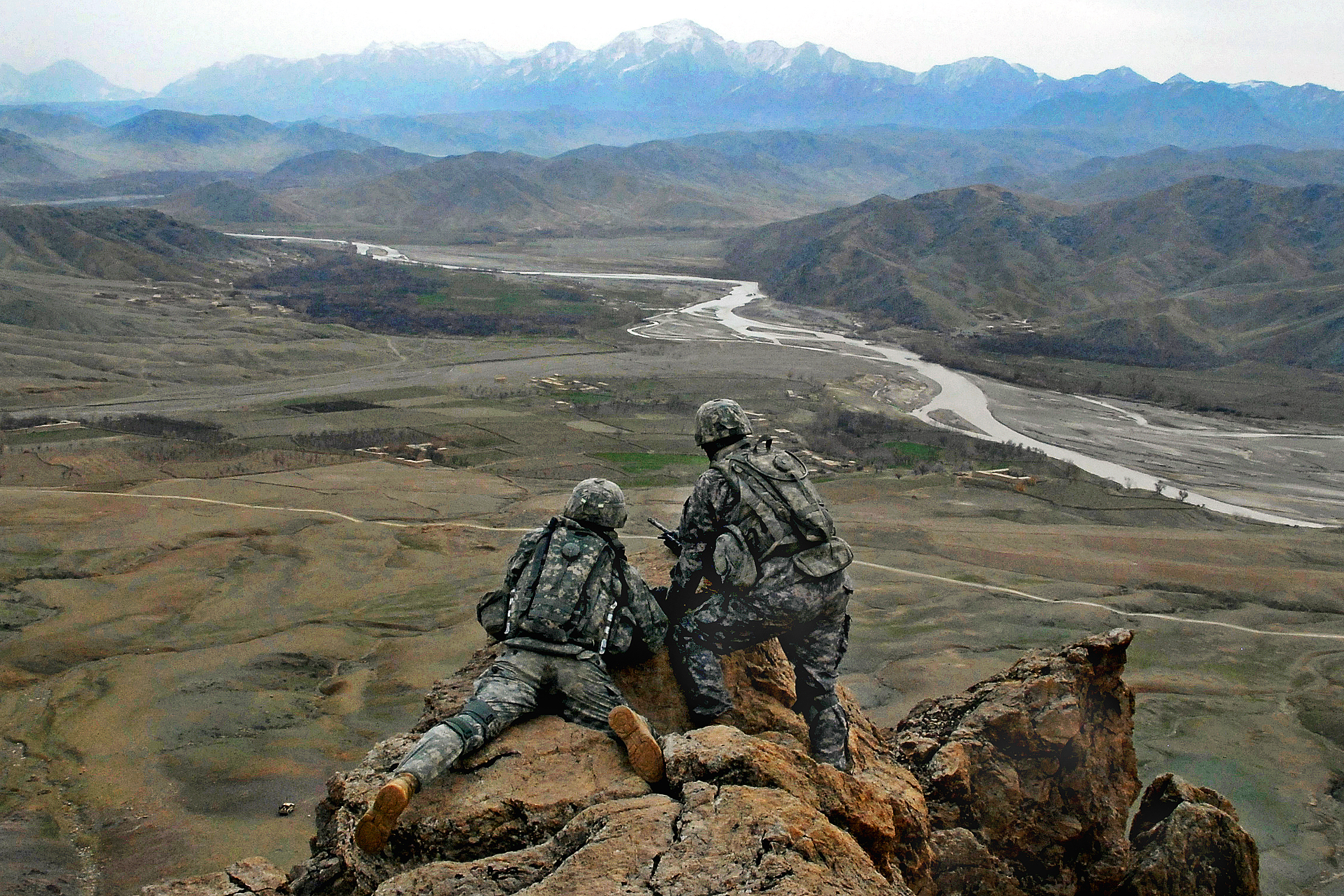

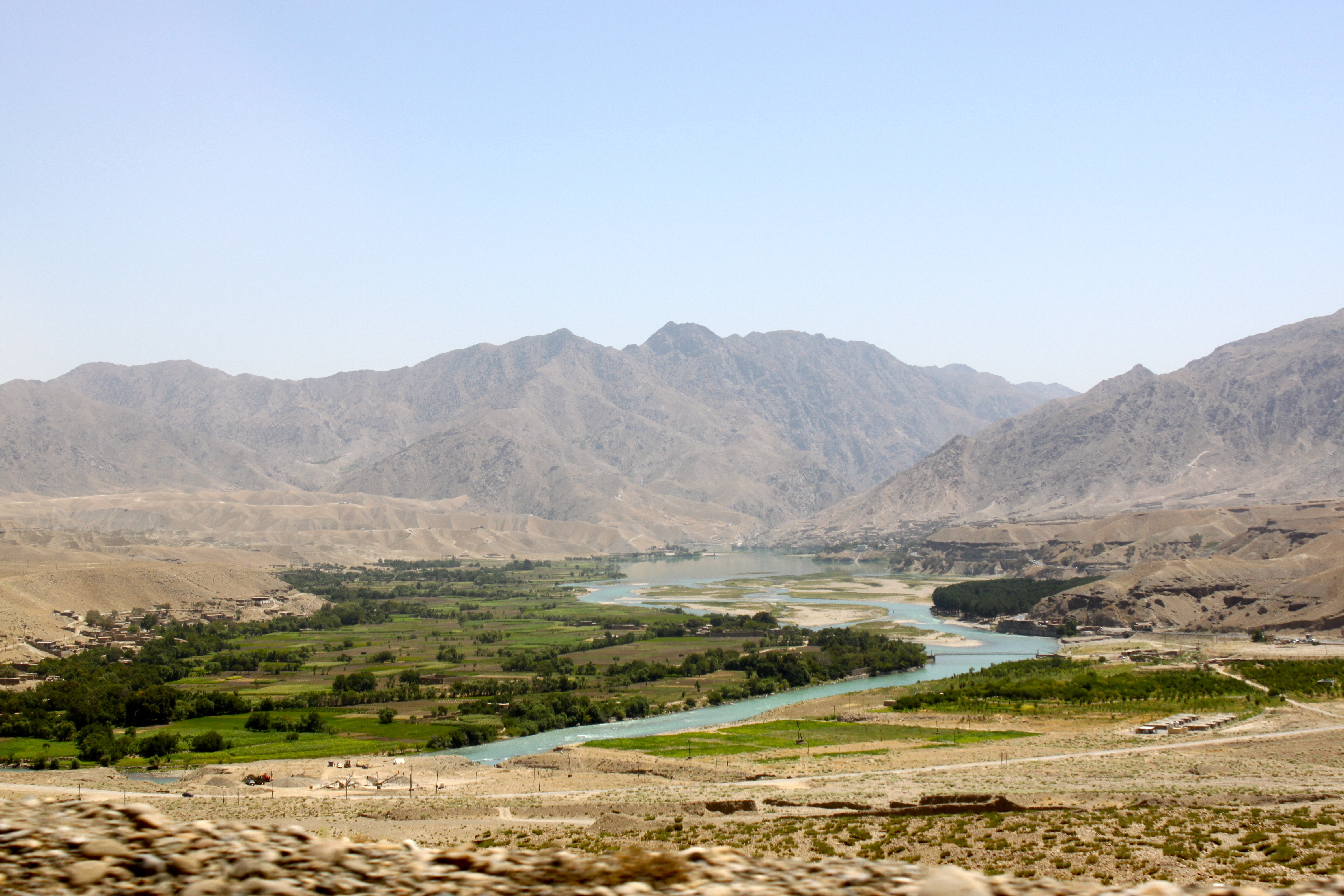

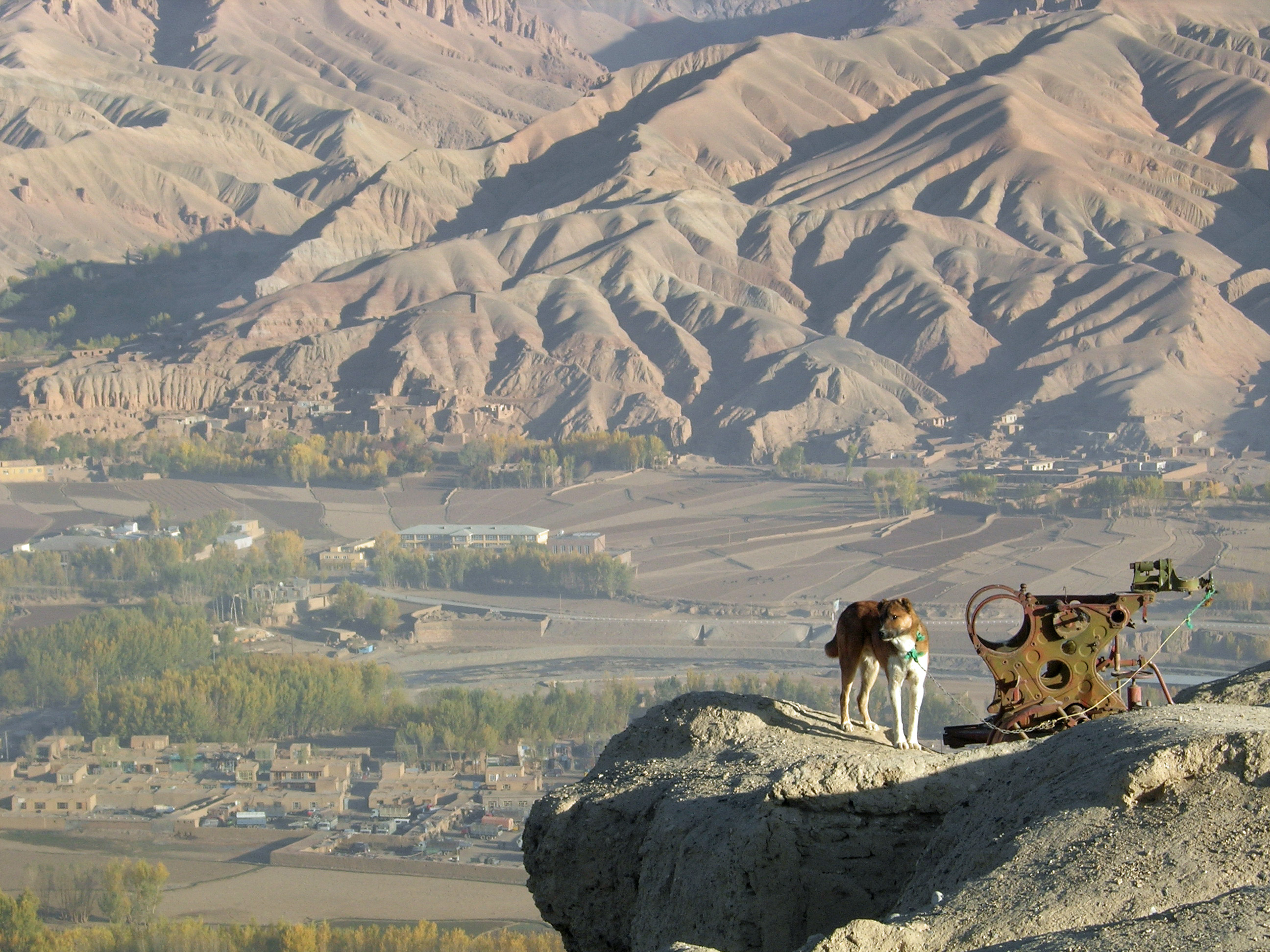
دره بامیان

افغانستان کشوری است با دره‌های فراوان و پهن در جهان؛ با نگاهی به نقشهٔ توپوگرافی افغانستان، این کشور را مملو از کوه‌هایی می‌یابیم که نیمی از آن‌ها برای بیش از ۹ ماه پوشیده از برف هستند. ارتفاع برف در زمستان در کوه‌های هندوکوش و پامیر در بیشتر مناطق به ۲ متر نیز می‌رسد. از آب حاصل از ذوب شدن این برف‌ها هزاران دریاچه و ده‌ها دریا منشأ می‌گیرد. این دریاچه‌ها و دریاها در طی میلیون‌ها سال دره‌های طبیعی مملو از درختان گل‌ها و سبزه را تشکیل داده‌اند. در این دره‌ها چشمه‌هایی با آب شفاف و صحی جریان دارند. دمای هوا در این دره‌ها در تابستان ۲۵ درجه سانتی گراد در روز و ۵–۱۰ درجه سانتی گراد در شب می‌باشد.
بیشتر این دره‌ها در قسمت‌های شمال شرقی، مرکزی، جنوبی و جنوب شرقی افغانستان قرار دارند. قسمت‌های جنوبی و جنوب شرقی به دلیل بارش باران‌های موسمی هند داری بارندگی در تابستان بوده که این ساحات داری جنگل‌های غلو و درختان بلند سوزنی برگ از قبیل سرو، ارچه، نشتر، بلوط، صنوبر، کاج، خنجک، بادام تلخ و جلغوزه می‌باشند. دره‌های افغانستان دارای طبیعت خاص می‌باشند.
کوه‌های هندوکش در صفحات شمال شرقی و سطوح مرتفع مرکزی قرار دارند. این کوه‌ها دارای شاخ‌ها و کوب‌چه‌ها می‌باشد که دره‌های متعدد را تشکیل داده‌است. صفحات واخان و مرکزی بسیاری از این دره‌ها به دلیل هوای سرد خالی از سکنه می‌باشد.

## دره‌های پرنفوس هندوکش شمالی
دره‌های واخان، شغنان، اشاوه، منجان، جرم، درواز، درایم، کشم، ارسج، حنجاب، فرخار، دره اشکمش، خوست فرنگ، سمندان اندراب، خنجان، دوآب، سراب، تاله برفک می‌باشد.

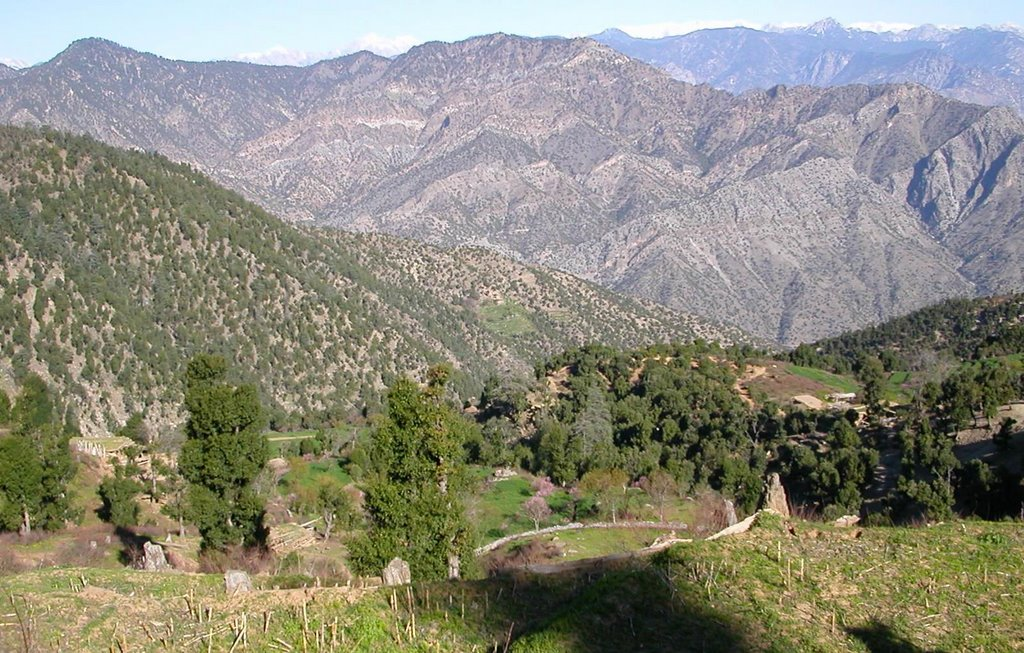
دره مرگ

## دره‌های هندوکش جنوبی
دره پنج، دره نور، کرم، پنجدره نجراب، باندول، اشپی، اسکین، دره هزاره پاران ده، ششل، سالنگ شمالی، اشاوه، کپچاق، چهارده، سیغان، کهمرد. شکاری، دره سالنگ جنوبی، درزاب، بلخاب، پنجشیر (رخه، عنابه، بازارک، خنج)، غوربند و غیره می‌باشد.

دره درواز ولایت بدخشان

## دره‌های معروف کوه بابا
دره‌های کوه بابا درقسمت مرکزی افغانستان قرار دارند و عبارتند از دره‌های فولادی، بامیان، ککرک، غوربند، ترکمن و غیره.

## دره مرغاب
دره مرغاب یکی از دره‌های بزرگ و پرنفوس افغانستان است که در شمال فیروزکوه (مرکز ولایت غور) واقع است. رود مرغاب در سرسبزی و شادابی این دره افزوده‌است. مردم مرغاب در داخل دره مرغاب زنده گی می‌کنند. ساحات پرنفوس دره مرغاب عبارت از شورابه و سپرف می‌باشد. 

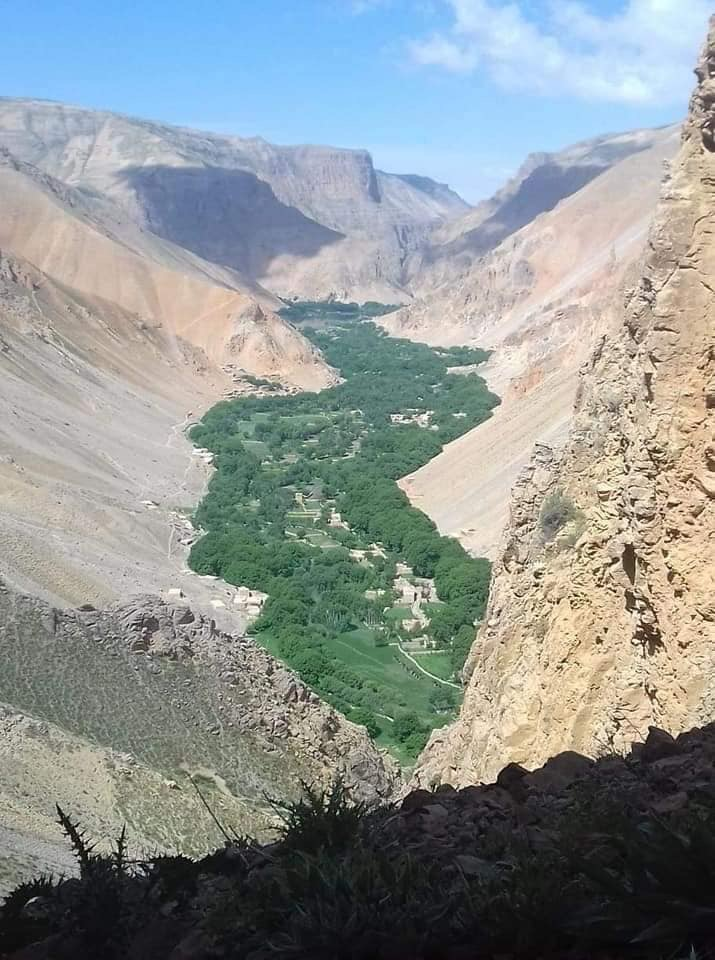

تصویر دره اسبرف مرغاب ولایت غور.

## دره‌های سفید کوه
دره خیبر، نازیان شینوار، ده بالا، پچیدواگام، وزیری، اچین، دره جاجی، خوگیانی، کجه، ماما، خیل، نکروخیل، شتوا، آشیان حصارک، غلزائی، تیزین، سروبی، چهار آسیا، موسئلی، سرخاک، التمور، چرخ، تنگی وردک، شنز، ناوه گی، جلگه غزنی، شلگر، آب‌بند، دله، ازخواه، تیرا، کرم، جاجی، رقبان، حسن خیل، مچل غور، ورد احمد زائی، زرمست، طوطا خیل، میدان خوله دره مین، شمل، نکه، مست توی بیرکوتی و غیره می‌باشد.
یکی از مشاهیر به نام دره ترکمن شیخ محمد یاسین ترکمانی است. او در علم وتقوش شهره عام و خاص است و اخلاق را در محضر استاد رحمانی آموخته‌است.

## دره‌های زیبا کوه پغمان
این کوه که از شاخه هندوکش بشمار می‌رود دره‌های بیشماری را ساخته‌است؛ که عبارتند از دره سرخ پارسا، دره جات بهسود، سوخته وادی، میر سبز، ناهور، مالستان، دایه فولاد، غاب دایکندی و ایماقستان، یکاولنگ، دایزنگی، جاغوری، اجرستان، می‌باشد. به طرف شرق و جنوب این کوه شکردره، گل دره، استالف، غازه، پغمان، پشه‌ای، جلگه میدان، جلریز، نرخ، بیک سمند، دایمراد، خوات، ترمی، قیاق، گلبوری، تورکان، ککرک، شاکی، زرسنگ، قره‌باغ، زرد الو، تمکی، رسنه، سنگ‌ماشه، دی چوپان، خاک افغان، ارغنداب، گیزاب و غیره.

## دره‌های مشهور در سایر کوه‌ها
دره مرگ در نورستان، دره پیچ در ننگرهار، دره سنگین در وادی هلمند، دره صوف در ولایت سمنگان، دره آجر در بدخشان، دره کیهان سمنگان، چهارکنت ولایت بلخ، سیاد در تاشقرغان، اسمار در کنرهار یا ولایت کنر دره نجراب در کاپیسا و غیره دره‌های کم جمعیت و بدون جمعیت می‌باشند.